# نادين كيسلر
نادين كيسلر (بالألمانية: Nadine Keßler) وهي لاعبة كرة قدم ألمانية في مركز الوسط المهاجم ولدت في يوم 4 أبريل 1988 في بلدة لاندستوهل في ألمانيا الغربية وهي تلعب حالياً مع نادي فولفسبورغ وسبق لها اللعب مع نادي ساربروكن لكرة القدم ونادي تروبين بوتسدام ولعبت مع منتخب ألمانيا لكرة القدم للسيدات ويبلغ طولها 169 سم وقد فازت بجائزة أفضل لاعبة لكرة القدم (البلندور في 2014).

## روابط خارجية
- نادين كيسلر على موقع الاتحاد الدولي (مؤرشف)  (الإنجليزية)
- نادين كيسلر على موقع الاتحاد الأوربي (الإنجليزية)
- نادين كيسلر على موقع قاعدة بيانات كرة القدم.إي يو (الإنجليزية)
- نادين كيسلر على موقع Soccerway.com (الإنجليزية)
- نادين كيسلر على موقع عالم كرة القدم.نت (الإنجليزية)